# أندرو ديفيس بروس
أندرو ديفيس بروس (بالإنجليزية: Andrew Davis Bruce)‏ هو جندي أمريكي، ولد في 14 سبتمبر 1894 في سانت لويس في الولايات المتحدة، وتوفي في 28 يوليو 1969 في كارولاينا الشمالية في الولايات المتحدة.